# Héctor Palma Troconis
Héctor Palma Troconis (Caracas, Venezuela, 21 de octubre de 1976) es un comunicador social y actor venezolano, egresado de la Universidad Católica Andrés Bello. 

## Carrera
Comenzó su carrera de actor a los 14 años con el grupo teatral Skena, destacándose en obras como Hechizo de Basilio Álvarez, Sueño de una noche de verano de William Shakespeare y Alesio de Ignacio García May entre otras. De allí ingresó al Grupo Actoral 80 en el año 1996 donde actuó en obras como Esperando a Godot de Samuel Beckett, Ardiente paciencia (adaptación al teatro de la novela corta de Antonio Skármeta en que se basó la película Il Postino), y Los hombros de América de Fausto Verdial, todas ellas dirigidas por el reconocido director de teatro Héctor Manrique.
En el año 1999, terminando la carrera universitaria, fundó junto a Nacho Palacios la productora Hermanaxos Producciones, con la que desarrolló y produjo la serie de comedia  Planeta de 6 (enlace roto disponible en Internet Archive; véase el historial, la primera versión y la última)., que fue el primer sitcom producido tal como se estila en Estados Unidos. Este proyecto duró dos temporadas y ha sido producto de estudio posteriormente en universidades de Venezuela.
Tras varias producciones televisivas en coproducción con el canal Televen, HermaNaxos Producciones se disuelve y Héctor funda en solitario la casa productora Producciones HPN, con la que continúa su labor como productor y director de cine, teatro y televisión. Con Producciones HPN, hace la producción televisiva Desorden ando para el canal Radio Caracas Televisión. Luego produce, dirige y escribe dos mediometrajes que junta en un solo formato al que pone por título Ni tan largos ni tan cortos y que se proyecta en el año 2007 como largometraje. Este proyecto está conformado por una comedia romántica llamada Mayor o menor, protagonizada por Marisa Román, Héctor Palma, César Manzano, Juan Pablo Raba, Roque Valero, Andreína Blanco y Jean Paul Leroux. La otra historia es una adaptación del cuento del poeta y escritor Mario Benedetti Larga distancia y cuenta con las actuaciones de Héctor Manrique, Fabiola Colmenares, Iván Tamayo y Basilio Álvarez.
En el año 2009 hace la coproducción española 9 meses, protagonizada por Enrique Arce, Vanessa Romero, Anabel Alonso, Anabell Rivero y  Mónica Cruz (hermana de Penélope Cruz) y la coproducción estadounidense Subhysteria dirigida por Leonard Zelig.
En televisión produce el programa Saber vivir conducido por la periodista Martha Palma Troconis  para Globovisión y que permanece al aire hasta el 2014.
En 2011, fue nominado como director a los Premios Grammy Latinos en la categoría Video Largo con el DVD del concierto del flautista Huáscar Barradas, Entre amigos II
Su carrera como actor ha corrido en paralelo y ha participado en producciones cinematográficas como Cédula ciudadano de Diego Velasco, Miranda regresa de Luis Alberto Lamata entre otros.
Ha dirigido importantes obras teatrales entre ellas Confesiones de mujeres de 30, y desde el 2009 ha trabajado como dupla creativa con el animador y locutor Luis Chataing, dirigiendo sus tres monólogos Ahora me toca a mí, Si me permiten y Por todos los medios. Con la salida abrupta y forzada del Late Show Chataing TV conducido por Luis Chataing en el canal Televen, debido a las presiones del gobierno venezolano, Luis le propone a Héctor hacer una película documental donde se registren todos los pormenores de una gira por 8 ciudades de Venezuela, donde se haga una versión teatral del último programa de ChataingTV como despedida para su público y en respuesta al gobierno. En tan solo 5 meses, realizaron la gira y la película fue estrenada en el mes de noviembre de 2014, convirtiéndose en el documental más visto en la historia de Venezuela con casi 300.000 espectadores. El documental está codirigido junto a  Antonio Martín.
En diciembre de 2014 Héctor estrena el film Espejos dirigido por César Manzano, el cual produce y está protagonizado por Clarissa Sánchez, Luis Fernández, Claudia La Gatta, Paola Rey, Isabella Santodomingo, César Manzano y Carlos Camacho.